# Yobes Ondieki
Yobes Ondieki (Kenia, 21 de febrero de 1961) fue un atleta keniano, especializado en la prueba de 5000 m en la que llegó a ser campeón mundial en 1991.

## Carrera deportiva
En el Mundial de Tokio 1991 ganó la medalla de oro en los 5000 metros, con un tiempo de 13:14.45 segundos que fue récord de los campeonatos, llegando a la meta por delante del etíope Fita Bayisa y el marroquí Brahim Boutayeb.